# Turok (videojuego)
Turok es la quinta entrega de la saga de disparos en primera persona, basada en la serie de cómics homónima de Acclaim Entertainment. El juego fue programado para ser lanzado en Norteamérica para la PlayStation 3 y Xbox 360 el 5 de febrero de 2008, sin embargo, se lanzó el 31 de enero. Para la PC fue lanzado el 22 de abril de 2008. Turok fue desarrollado por Propaganda Games, se publicó y distribuyó por Disney Interactive Studios bajo Touchstone Banner en Norteamérica, Irlanda y Reino Unido; y por Capcom en el resto de los territorios. A pesar de ser titulado Turok, el nombre se trata de una nueva serie y no lleva ninguna relación con la continuidad de los juegos anteriores o con los cómics.

## Trama
El jugador toma el papel de Joseph Turok. Previamente, Turok era un miembro de Wolf Pack, un especializado grupo militar cuyos miembros fueron entrenados en Black Ops por Roland Kane. Después de decaer con el grupo, Turok fue reasignado a los militares y, eventualmente, pasó a ser el más nuevo miembro del equipo de Whiskey Company, un equipo que ha sido asignado para aprehender a su mentor anterior (Roland Kane) y para devolverlo a la tierra. Antes el “General” Kane, supuestamente había desaparecido tres años de haber emergido, de nuevo, en un mundo bajo jurisdicción de la corporación de Mendel-Gruman (M-G) Corporation.
Al principio, los soldados evitan a Turok porque piensan que él es un principiante, poco fiable, y sin responsabilidad. Un miembro particular, Slade, tiene un resentimiento contra Turok porque mataron a su hermano Robert en la misma batalla en la cual Turok había huido, ganando dudosa reputación. Roland Kane está en el comando de fuerzas paramilitares secretas trabajando para Mendel-Gruman. Posteriormente la nave donde viajan es derribada por las naves de Kane y choca en la superficie del planeta en donde Turok aprende rápidamente que los dinosaurios que habitaban sus selvas fueron creados con la evolución acelerada. Con varias aventuras, Turok y los soldados sobrevivientes descubren eventualmente que Kane ha creado a un soldado-insecto basado en una biotoxina con mortales efectos inmediatos. Whiskey Company sube con un plan para parar Kane y para escapar del planeta, pero en la batalla, la mayor parte de ellos son asesinados por soldados y dinosaurios de Kane, incluyendo una criatura gigante que sirve como jefe. Los sobrevivientes piensan penetrar el fuerte de Kane y sabotear la base. Solamente Slade, Shepard, y Turok piensan irse en la nave espacial, pero Turok los deja atrás conforme a su petición de enfrentarse cara a cara con Kane. Después de una dura batalla, Kane es derrotado por Turok en un duelo con cuchillos. Poco después de la muerte de Kane, un T.Rex ataca a Turok, que se fuerza a luchar con las armas dispersadas a través de la zona de aterrizaje donde había ocurrido la batalla. Después de derrotar al T.Rex, Slade y Shepard vuelven para recoger a Turok y dejar ese mundo hostil para regresar a la Tierra.

## Personajes
- Joseph Turok - Joseph Turok es el personaje principal del juego y el miembro más fuerte en Whiskey Company. Él es el jugador principal. Turok es parte de una fuerza de combate de élite conocido como Wolf Pack, que abandonó Colombia bajo circunstancias desconocidas. Su mentor fue Roland Kane, quien le enseñó a usar el cuchillo y el arco. El juego confirma que es nativo de América, específicamente de Kiowa.

- Slade - Slade está a menudo vinculado con Turok a lo largo del juego. Slade considera a Turok como un traidor por abandonar Wolf Pack en Colombia, porque su hermano Robert luchó y murió ahí. Perdona a Turok hasta después de que salva su vida de un gran monstruo acuático en una cueva. Él escapa en una nave con Shepard y Turok al final del juego.

- Logan - Logan es un soldado enlistado en Whiskey Company. Él asume el mando después de que todos los funcionarios son asesinados. A medida que el juego progresa, se vuelve cada vez más inestable. Como resultado de ello le ordena una misión suicida a Slade, Turok, y Carter, en el que Carter es asesinado. Más tarde, Logan comienza a actuar increíblemente paranoico, acusando de traición a Turok. A continuación, se descubre de la posición donde se escondían él y los restantes soldados de Whiskey Company, y MG Corp los descubre y comienza una larga batalla. Él es asesinado por un helicóptero después de un intento fallido para destruirlo con un RPG.

- Cowboy - Cowboy es un tranquilo miembro de Whiskey Company. Él es muy respetado por todos sus miembros, y fue el único que se puso de pie cuando vio a Turok. Él asume el mando cuando sólo él, Reese, Turok, Slade y Shepard quedan vivos. Muere cuando Kane le dispara en la cabeza.

- Reese - Reese es muy quieto, y es el francotirador de Whiskey Company. Turok se reúne con él por primera vez, cuando Reese le dispara a un Raptor que estaba atrás de su espalda. Reese cubre a Turok y a Slade hasta que los tres llegan al principal sitio donde ocurrió el accidente. Él es uno de los últimos cinco sobrevivientes después de la lucha que Logan inicia. Más tarde, Reese es asesinado por una flecha a través de su ojo derecho, posiblemente lanzada por Grimes o Kane.

- Shepard - Técnico de la Compañía Whiskey, que es visto siempre con un sombrero. Shepard es uno de los cinco sobrevivientes de la lucha que inició Logan. Él sobrevive hasta el final, y pilota la nave donde él, Turok y Slade se encuentran al final del juego. Shepard sirve como una especie de papel de aluminio para Turok, es muy locuaz y propenso a quejarse.

- Gonzales - Un soldado de Whiskey Company que es visto por primera vez cuando se burla de Turok por su nombre y su pelo en el preludio. Es enviado junto con Turok para localizar la unidad COMM (Unidan de comunicaciones). Después de descubrir la unidad COMM, lo llevan lejos y es asesinado por Mama Scarface. Slade lo llama su "mejor amigo".

- Jericho - El apoyo pesado de Whiskey Company. Él suele ser el soldado que se aloca con las ametralladoras disparándo a los enemigos aun cuando ya están muertos, en este caso él maneja una Mini-Gun. Cerca del final del juego, es aparentemente asesinado en una lucha.

- Foster - Foster es uno de los pocos supervivientes de Whiskey Company, es enviado con Turok y Gonzales para encontrar la unidad COMM. Es asesinado por un francotirador de Grumman de un tiro en la cabeza.

- Carter – Otro soldado que acompaña a Turok en una de sus misiones. Él parece ser un especialista en computadoras. Es más tarde atacado y asesinado por un soldado-insecto.

- Roland Kane – Es el rival principal y la razón por la cual Whiskey Company llega a ese planeta. Fue su mentor de Turok, y así mismo fue quien le enseñó a usar el cuchillo y el arco. Es el responsable de la mayoría de muertos de Whiskey Comapny. Él es el líder de Wolf Pack. Después de una batalla reñida contra Turok, es asesinado por éste.

- John Grimes – Es el segundo oficial al mando, de Kane. Él ayudó a Turok con su entrenamiento durante su formación en Wolf Pack. Grimes ataca a Turok en la selva durante su búsqueda por la unidad COMM, y más tarde mata al líder de Whiskey Company, Cole, con una flecha. Él desaparece después de una explosión causada por Whiskey Company.

- Mendel-Grumman (M-G) Corporation – Es una empresa militar que contrató a Kane para crear una bio-arma capaz de eliminar a miles de personas. Los soldados encontrados a lo largo del juego trabajan para MG Corp. MG Corp habitó el planeta y ha creado todas las criaturas en ella. La totalidad de su base se destruye al final del juego y se desconoce si alguno de los soldados o los empleados sobrevive. Los soldados de MG vienen en siete tipos diferentes con sus propias armas diferentes: Grunt (SMG y Pistola), Veteranos (escopeta y pistola), Elite (Pulse fusil), Sniper (rifle), RPG (RPG), armas pesadas (Chaingun) y Pyro (lanzallamas).

## Criaturas
- Tyrannosaurus - El mayor carnívoro de todos los enemigos del planeta. En el juego se le muestra como femenino y es conocido como Mama Scarface, debido a las cicatrices que tiene en su rostro derecho.El jugador se enfrenta a Mama Scarface cuatro veces a lo largo del juego, dos veces en batalla real.

- Velociraptor - El más visto de los dinosaurios en el planeta. Tiene, en realidad, más parecido en tamaño, con un Utahraptor que con el Velociraptor. Se encuentran en la mayoría de mapas de multijugador. Existen 4 tipos diferentes de velociraptors. El primer tipo encontrado en el juego y el más frecuente en este son los Raptores básicos que vienen en gris, verde y morado, estos son encontrados en varios lugares como selvas, nidos, valles. El segundo tipo son los "Albino-raptors", que se encuentran en cuevas y lugares con luz pobre. El tercer tipo son los "Spitters", raptores grisáceos que posiblemente han sido modificados y pueden escupir un veneno mortal al jugador. El último tipo son los "Mini-raptors" que no son nada más que raptores diminutos pero que en grupo pueden ser mortales.

- Gorgonops - Conocidos como Lurkers en el juego, son muy ágiles y rápidos al atacar, éstos suben a los árboles y paredes rocosas. Lo que los hace difícil notarlos es su camuflaje, así que la mejor manera de matarlos es cuando estén quietos en una pared, mátalos disparandolesen la cabeza con el arco o cualquier arma con buena precisión.

- Pulmonoscorpius - Conocidos como Soldado-Insecto en el juego son peligrosos adversarios, especialmente en grupo, pueden atacar con sus pinzas o tratándote de punzar con su cola.  La Mendel-Gruman Corporation al parecer estaba realizando experimentos con especímenes capturados en algunas escenas del juego.

- La Bestia - Una enorme especie de reptil que se asemeja a una Anguila Moray Negra con tentáculos. Sirve como jefe una vez durante el juego.

- Carnívoro desconocido - Un dinosaurio carnívoro gigante que es visto sólo una vez en el juego. Slade lo llama un T. rex, aunque los dos dinosaurios no tienen la misma apariencia. Es posible que sea un Giganotosaurus o uno relacionado con este dinosaurio. Este dinosaurio no lo puedes matar, lo tienes que evitar.

- Dilophosaurus - Grandes dinosaurios carnívoros que son vistos en varias ocasiones. No son tan veloces como los raptores, pero si son más grandes y fuertes que estos, y si el número de raptores es muy alto atacaran a los dilofosaurios más frecuentemente que al jugador

- Parasaurolophus – Herbívoros nobles que son totalmente inofensivos, a menos que sean provocados.

- Compsognathus - Dinosaurios carnívoros pequeños que a menudo se ven que se alimentan de animales muertos.

- Apatosaurus - Enorme, de cuello largo, herbívoro que sólo se observa en el fondo.

- Pteranodon - Largos, reptiles voladores que sólo se observan en el fondo.

- Meganeura - Enorme insecto volador que escupe ácido, difícil de matar por ser muy ágil al volar, aparece cerca del final del juego.

## Multijugador
El soporte en línea de multijugador está también disponible. Hay varias modalidades como: Deathmatch (Partida a muerte), Capture the Flag (Captura la bandera), Wargames (Juegos Bélicos), y Assault Capture the Flag (Modalidad de la segunda). El soporte de multijugador es hasta 16 personas, y 4 jugadores para tres misiones cooperativas. Otra característica son los dinosaurios y los insectos que aparecen en varias localizaciones, son un nuevo factor al gameplay: mientras que los jugadores deben preocuparse por sus enemigos, deben ahora también preocuparse por los dinosaurios que intentarán matarlos. Puede haber hasta 4 dinosaurios o insectos en cualquier mapa. La pantalla dividida no apoya a los jugadores en ninguna forma.
Un paquete de mapas llamado “Velociraptor Pack” ha sido lanzado, conteniendo 2 nuevos mapas multijugadores, un nuevo mapa cooperativo, y 2 mapas restaurados, que ahora toman lugar en la noche. Según el nuevo artículo de noticias de IGN: "De los cinco nuevos mapas transferibles de Turok para las consolas, dos son totalmente nuevos, uno es un nuevo mapa cooperativo y dos son versiones re-encendidas de los mapas populares disponibles con el juego. Abajo está una breve descripción de los cinco nuevos mapas:
- Co-Op–Un nuevo mapa de Turok de 2-4 jugadores. En este mapa tu escuadrón de Whiskey Company ha sido capturado y llevado a las instalaciones de Mendel-Gruman, específicamente a un lugar designado para enjaular dinosaurios. Tú y tu equipo deben de escaparse e ir al helicóptero para rescatarlos antes de que las tropas de Wolf Pack decidan alimentar a los Raptors contigo y tu equipo.

- Desolation–Un nuevo mapa basado en un pantano donde las simples estructuras son programadas en un acantilado para permitir helicópteros y transportes en el área de suplementos. Muchos de estos están escondidos.

- Sentinel–Otro mapa nuevo del modo multijugador y uno de los más largos de Turok. El escenario toma lugar en la cima de una montaña alrededor de la base de Kane, base que derribó a la nave de Whiskey Company en el modo Historia. Así como la presencia de unos cuantos dinosaurios en el mapa que son muy interesantes durante el combate multijugador.

- Inconclusive Test–Esta vez el mapa Testing Grounds toma lugar en la noche y nos ofrece una vista diferente del mundo que ahora contiene más sitios oscuros escondidos. Sólo una cosa: Cuidado con los Raptors.

- A Rivalry Continues–Como el nombre indica, la lucha de A Heated Rivalry no se ha acabado y se ha extendido a la inquietante oscuridad de la noche.

## Reparto
| Personaje        | Voz               |
| ---------------- | ----------------- |
| Joseph Turok     | Gregory Cruz      |
| Slade            | Ron Perlman       |
| Cowboy           | Timothy Olyphant  |
| Roland Kane      | Powers Boothe     |
| Logan            | William Fichtner  |
| Shepard          | Donnie Wahlberg   |
| Jericho          | Christopher Judge |
| Grimes           | Sean Donnellan    |
| Cole             | Mark Rolston      |
| Reese            | Gideon Emery      |
| Gonzales         | Lombardo Boyar    |
| Parker           | Joshua Gómez      |
| Foster           | Jon Curry         |
| Carter           | Jason Harris      |
| Henderson        | Steven Van Wormer |
| Comandante de MG | Mark Deakins      |

## Recepción
Turok recibió reseñas generalmente mixtas de parte de la crítica desde su lanzamiento.